# Stern & Stern
AB Stern & Stern var ett svenskt företag, som tillverkade radioapparater.
Stern & Stern grundades i Stockholm 1922. Dess radioapparater hade varumärket Concerton från 1927, senare 1957 ändrat till Conserton. Det köptes i slutet av 1930-talet av Philips
Företaget hade från 1933 ett dotterbolag i Belgien, Stern & Stern Radio Suédois, med egen produktion från slutet av 1930-talet.